# علي أباد ميربغ (مقاطعة دلفان)
علي أباد ميربغ (بالفارسية: علی‌آباد جنوبی) هي مستوطنة تقع في قسم ميربغ الجنوبي الريفي (مقاطعة دلفان) في إيران. يقدر عدد سكانها بـ 102 نسمة .